# 妾馬
妾馬（めかうま、めかんま）は古典落語の演目の一つ。別題は「八五郎出世（はちごろうしゅっせ）」。原話は、1705年（宝永2年）刊『軽口あられ酒』にある。

## 主な演者

### 物故者
- 五代目古今亭志ん生
- 十代目金原亭馬生
- 三代目古今亭志ん朝
- 六代目三遊亭圓生
- 二代目古今亭圓菊
- 三遊亭栄馬

### 現役
- 九代目春風亭小柳枝
- 柳家小のぶ
- 三遊亭歌司
- 柳家さん喬
- 入船亭扇遊
- 古今亭志ん彌
- 橘家半蔵
- 柳家花緑
- 四代目柳亭市馬
- 柳家一琴
- 入船亭扇治
- 三代目古今亭圓菊
- 古今亭菊之丞
- 古今亭文菊
- 三遊亭天どん
- 四代目柳家三語楼
- 春風亭三朝
- 桂文太
- 笑福亭鶴瓶
- 月亭方正
- 林家染二

## あらすじ
発端は省かれることもあり、その場合は八五郎と大家の会話でこれまでの出来事を説明する。
行列の駕籠にて、とある長屋の前を通りかかった大名・赤井御門守が、長屋口にて見かけたお鶴を見初めた。御門守にはそれまでに世継ぎが居ないこともあり、お鶴を側室にと言う。御門守の意を受けた家来がすぐに長屋を訪れ、大家に話をつけた。
お鶴は十七歳、母親と兄の八五郎の三人暮らしである。大家がお鶴の母にこの一件を話して聞かせると、お鶴を出世させてやれると大いに喜び、また、兄の八五郎のほうも、お屋敷奉公が決まれば百両は支度金が頂けると聞き、浮かれている。最終的に八五郎は二百両を貰いうけ、お鶴はめでたくお屋敷へ上がることとなる。お鶴は間もなく世継ぎたる男子を出産し、にわかに「お鶴の方さま」と呼ばれる出世を遂げる。
ある日、御門守がお鶴の願いを聞き入れ、八五郎が屋敷に呼ばれることとなった。一方、その頃八五郎は支度金を遊びで使い果たしており、決まりが悪くなり友人の家を泊まり歩いていた。大家は八五郎を見つけ出し、着物も全て貸し与え、御前へ出たら言葉を丁寧にしろ、などとアドバイスをして送り出した。
屋敷に着いたのち、八五郎は赤井家側用人の三太夫に御前まで案内される。お鶴を伴って現れた御門守に対し、とってつけたような仰々しい言葉遣いをする八五郎であるが、御門守は「無礼講であるから朋友に申すごとく申せ」と勧める。これを聞き、八五郎はいつもの如く傍若無人に振舞う。カリカリする三太夫に対し、御門守は「面白い奴」と気に入る。杯を重ねるうち、したたかに酔った八五郎はそこで初めてお鶴がそこに居ることに気付く。立派になったお鶴を目にし、母がお鶴を見れば「婆ァ、喜んで泣きゃあがるだろう」と感極まり涙をこぼす。八五郎は御門守に「お鶴を末永くかわいがってやっておくんなさい」としたのち、しんみりしたところで景気直しだと都々逸を唸り出す。八五郎を気に入った御門守は彼を侍に取り立てる。
まさに、「鶴の一声」。

## 概要
ごく普通の生活を送っていた町人が何かのきっかけで偉い人と対面することとなってしまい、作法その他もろもろが分からず誰かに聞きに行くというくだりは『粗忽の使者』や『松曳き』等にも登場している。いずれの噺でも、アドバイスしてくれた人に言われた通りの言葉遣いをしてしまった結果、かえって言葉遣いが変になってしまい、しゃべっている当人にも意味不明な会話になってしまう。
お殿様との会話シーンでは、アドバイザーに「言葉の頭に『お』の字をつけ、語尾には『奉る』を付けろ」といわれた八五郎が自分の名前に『お』の字をつけた挙句、お世取り（後継者）の意味がわからず鳥の一種か何かだと思い込んでしまうなど笑いどころが実に多い。
この噺にはまだ続きがあるが、全部演じると1時間以上もかかり、後半部分は駄作と評されるため、省かれることが多い。標題に出てくる「馬」は後半部分に出てくる。前段だけで演じられるときは「八五郎出世」と題されることもある。前段の眼目は大詰めで、酔った八五郎の長台詞のうちにその場の光景、その場にいない母親の姿などをありあり浮かび上がらせる腕が演者には求められる。

## 圓生の「八五郎出世」
6代目三遊亭圓生は、この演目で、「古典落語は単に笑わすのじゃなくて泣かすことも大事なのだ。」ということを悟り、新しい芸の境地を開拓したと述懐している。終戦後、満洲から帰国した圓生は落語研究会でこの噺を演じて絶賛を博した。

## トリビア
4代目柳家小さんの聞き書きによると、「八五郎出世」は昔、「御座り奉る」という名題で、歌舞伎で上演されたことがあるそうだ。安藤鶴夫は「道具立てがどっさりで、落語から芝居にしたものは、妙にみんな面白くありませんな」と語ったという。